# Uvo Hölscher (Historiker)

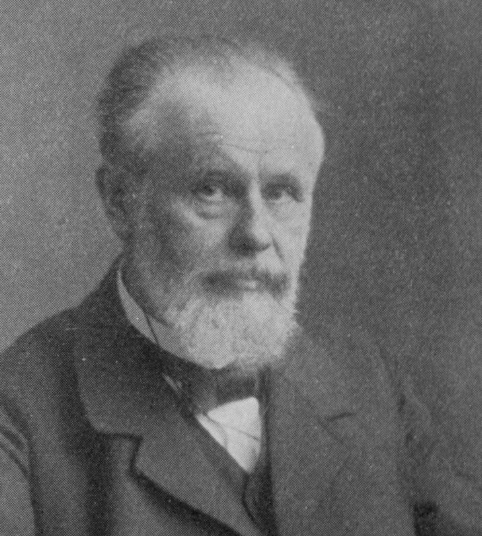
Uvo Hölscher (1847–1914)

Uvo Adolf Hölscher (* 28. September 1847 in Norden (Ostfriesland); † 2. April 1914 in Goslar) war ein deutscher Gymnasialprofessor, Archivleiter und historischer Autor in Goslar.

## Leben
Uvo Hölschers Vater Uvo Adolf Hölscher (1805–1863) war Rechtsanwalt und Notar in Norden. Sein Bruder war der Pfarrer Wilhelm Hölscher (1845–1911). Wilhelms Söhne Gustav und Uvo waren seine Neffen, Gustavs Sohn Uvo und dessen Söhne Tonio und Lucian sein Groß- und seine Urgroßneffen.
Uvo Adolf Hölscher studierte nach Kindheit und Jugend in Norden von 1868 bis 1871 Klassische Philologie und Germanistik in Göttingen und Berlin. Nach dem Staatsexamen 1872 war er zunächst Lehrer in Goslar, ab 1874 am Realgymnasium in Krefeld. Er wurde 1875 an der Universität Rostock über ein Thema der altgriechischen Literatur zum Dr. phil. promoviert. 1876 wurde er Oberlehrer am Realgymnasium in Bützow, 1886 Gymnasialprofessor am Ratsgymnasium in Goslar. Dort übernahm er 1887 nebenamtlich die Leitung des Stadtarchivs. Die von ihm ausgewerteten Dokumente machte er zur Grundlage von Geschichtsdarstellungen, insbesondere der Goslarer Reformationsgeschichte. 1910 wurde er als Nachfolger Georg Bodes Erster Vorsitzender des Harz-Vereins für Geschichte und Altertumskunde.
Er heiratete am 9. September 1875 in Goslar Mathilde Wilhelmine Franziska Friederike Kahler (1855–1918), Tochter des Kaufmanns Friedrich Kahler. Sie hatten sechs Kinder.

## Veröffentlichungen (Auswahl)
- Die Entwicklung und der Zusammenhang der ionischen Prosa mit den Homerischen Epen. Aurich 1875 (= Dissertation Universität Rostock 1875; Digitalisat).
- Urkundliche Geschichte der Friedrichs-Universität Bützow. In: Jahrbücher des Vereins für Mecklenburgische Geschichte und Altertumskunde. Band 50 (1885), S. 1–110 (Digitalisat)
- mit Georg Bode: Urkundenbuch der Stadt Goslar und der in und bei Goslar belegenen geistlichen Stiftungen. Bd. 5: 1366 bis 1400, Halberstadt 1922
- Die Geschichte der Reformation in Goslar nach dem Berichte der Akten im Städtischen Archive. Hannover/Leipzig 1902 (Digitalisat)
- mit Carl Wolff und Anton von Behr: Kunstdenkmäler der Provinz Hannover. Band II (Regierungsbezirk Hildesheim), 1. und 2. Stadt Goslar. 1901 (Digitalisat)
- zahlreiche Aufsätze in der Zeitschrift des Harz-Vereins für Geschichte und Altertumskunde (Digitalisate)